# دم‌دراز آندی
دم‌دراز آندی (نام علمی: Momotus aequatorialis) نام یک گونه از سرده دم‌درازهای دم‌پارویی است.